# William Grebe
William Grebe, född 9 mars 1869 i Chicago, död 29 juni 1960 i Chicago, var en amerikansk fäktare.

Grebe blev olympisk silvermedaljör i sabel vid sommarspelen 1904 i Saint Louis.